# Jacuzzi

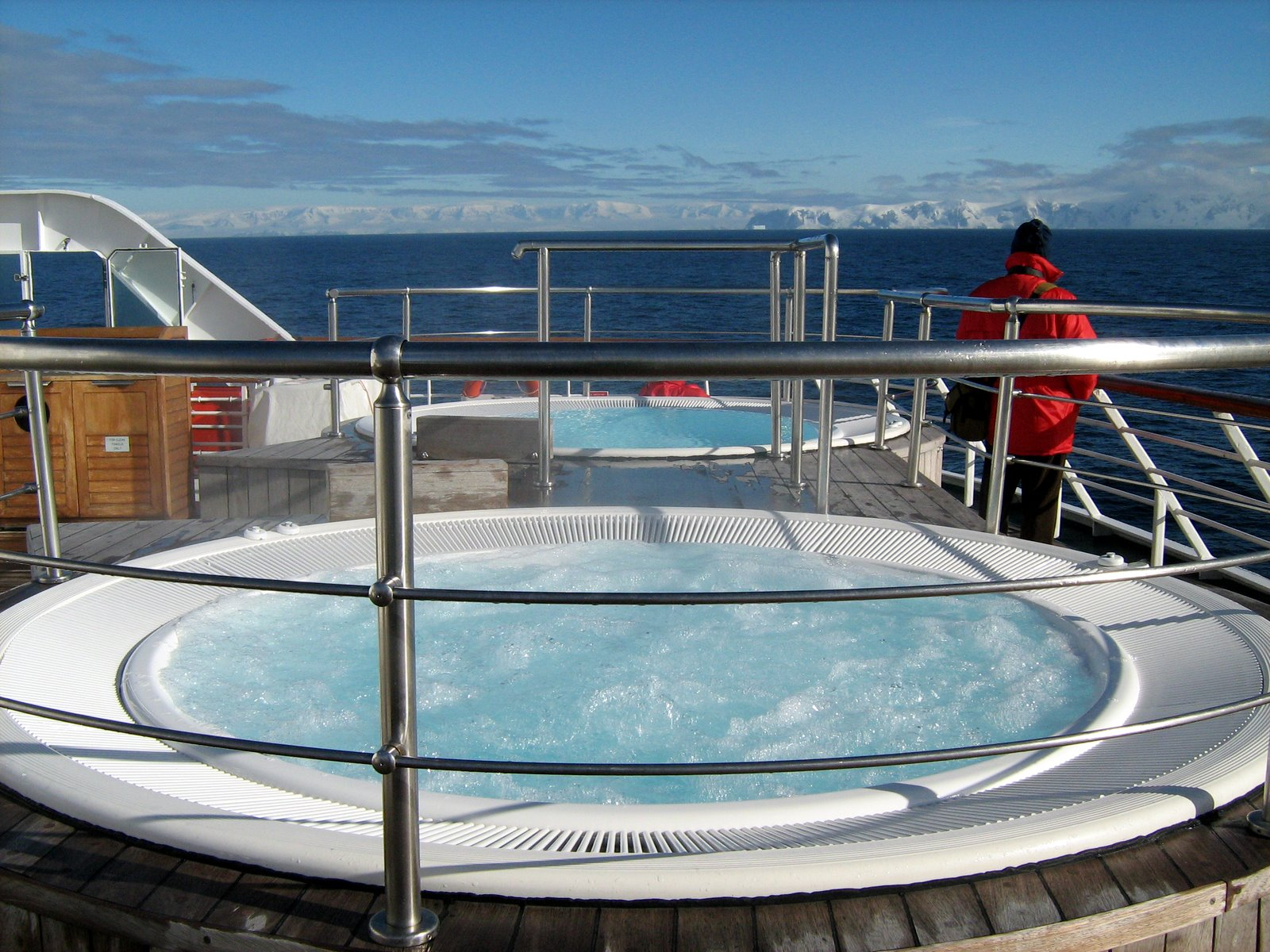
Ein Jacuzzi auf der MV Discovery

Jacuzzi ist ein international tätiger US-amerikanischer Hersteller von Sanitärtechnikanlagen, insbesondere von Whirlpools, Spas, Badewannen, Duschkabinen, Armaturen bzw. Wasserhähnen für den Badezimmerbereich sowie Sanitärkeramiken wie Waschbecken, Toilettentöpfe und Bidets.
Im Bereich der Unterwassermassage bzw. der Whirlpool-Industrie ist Jacuzzi als Whirlpool-Erfinder Marktführer. Umgangssprachlich wird der (markenrechtlich geschützte) Name Jacuzzi als Gattungsname für Whirlpools jeglicher Hersteller verwendet.
Das seit 2007 im Besitz der Beteiligungsgesellschaft Apollo Management befindliche Unternehmen wies zuletzt für 2006 einen Umsatz von rund 1,2 Milliarden US-Dollar aus, davon entfielen 767 Millionen US-Dollar auf den eigentlichen Sanitär-Bereich und 436 Millionen US-Dollar auf den mittlerweile nicht mehr zum Konzern gehörenden Bereich Rohrleitungen.

## Geschichte
Das im kalifornischen Chino Hills ansässige Unternehmen wurde in den 1910er Jahren als Jacuzzi Brothers von den sieben aus Italien stammenden Gebrüdern Jacuzzi gegründet. Diese waren um 1900 von ihrem Heimatdorf Valvasone im Friaul in die Vereinigten Staaten ausgewandert.

### Flugzeugbau
Anfänglich waren die Gebrüder Jacuzzi im Bereich der Luftfahrttechnik und im Flugzeugbau tätig und produzierten hauptsächlich Propeller, wie den im Ersten Weltkrieg verwendeten Jacuzzi Toothpick, und Flugzeugteile bis hin zu ganzen Flugzeugen wie dem siebenplätzigen Eindecker Jacuzzi J-7, dem ersten in den USA hergestellten Eindecker mit geschlossener Kabine. Diese wurden mehrheitlich für den Briefversand von U.S. Postal Service und für den Personentransport von der San Francisco Bay Area zum Yosemite-Nationalpark eingesetzt. Nachdem am 14. Juli 1921 einer der Brüder Jacuzzi, Giocondo, bei einem Testflug eines Jacuzzi J-7 ums Leben kam, wandten sich die Jacuzzis von der Aviatik ab und begannen Wasserpumpen zu produzieren.

### Pumpenbau
Nach der familiären Tragödie, dem Tod von Giocondo Jacuzzi, wandten sich die Jacuzzis von der Aviatik ab, sie konzentrierten sich nun auf die Entwicklung und Herstellung von Förderpumpen für die Bewässerung von landwirtschaftlich genutzten Feldern und trugen damit ab 1925 zur Entwicklung des Ackerbaus in Kalifornien bei. Die von den Jacuzzis entwickelte Grundwasserpumpe wurde an der California State Fair von 1930 mit einem Gold Medal Award ausgezeichnet. Vom Bau von Whirlpools war man aber noch weit entfernt. Der Pumpenbau wurde zum Kerngeschäft der nächsten Jahrzehnte.

### Sanitärtechnik
Die Rheumatoide Arthritis, an der Candido Jacuzzis Sohn Kenneth litt, brachte Candido Jacuzzi dazu, sich ab den 1940er Jahren der Entwicklung von Pumpen auf dem Gebiet der Hydrotherapie zu widmen. Dies führte 1956 zur ersten Hydrotherapie-Pumpe für medizinische Zwecke. In den 1960er Jahren wurde das System von Roy Jacuzzi, einem Vertreter aus der dritten Generation sowie CEO und Chairman of the Board des Familienunternehmens,  weiterentwickelt, bis er 1968 den ersten Whirlpool mit Düsen und einer voll in das System integrierten Pumpe auf den Markt brachte. 1969 wurde in Valvasone die Jacuzzi Europe Spa als europäischer Hauptsitz der Jacuzzi-Gruppe gegründet. Seither werden dort die Produkte für den europäischen Markt produziert. In den 1970er Jahren lancierte Jacuzzi die ersten mehreren Personen Platz bietenden Whirlpools sowie die ersten Spas.
1979 verkaufte die Familie Jacuzzi das Unternehmen an Kidde Inc. Außer Roy Jacuzzi, der im Unternehmen verblieb, verließen in der Folge sämtliche Familienmitglieder das Unternehmen. So auch der aus der zweiten Jacuzzi-Generation stammende Remo Jacuzzi, der in Brasilien den dortigen Jacuzzi-Standort leitete und 1982 in North Little Rock die Jason International, Inc. als eigenes Familienunternehmen gründete.
1987 wurde Kidde Inc. durch die Hanson plc übernommen. Im Zuge einer Neuausrichtung des Hanson-Konzerns wurden unter dem Namen U.S. Industries insgesamt 34 Tochtergesellschaften aus dem Hanson-Konzern abgespalten, darunter auch Jacuzzi Brothers Inc. Später wurde U.S. Industries, in der neben der Flaggschiffmarke Jacuzzi auch weitere Marken zusammengefasst wurden, in Jacuzzi Brands umbenannt und an die Börse gebracht, wo das Unternehmen bis 2006 an der New York Stock Exchange unter dem Kürzel JJZ notiert war, ehe es vollständig von der Beteiligungsgesellschaft Apollo Management übernommen wurde. Im Zuge der Übernahme wurde die unter dem Namen Zurn Industries geführte Rohrleitungs-Sparte aus der Jacuzzi-Gruppe herausgelöst und an Rexnord veräußert.